# 德国联邦专利法院

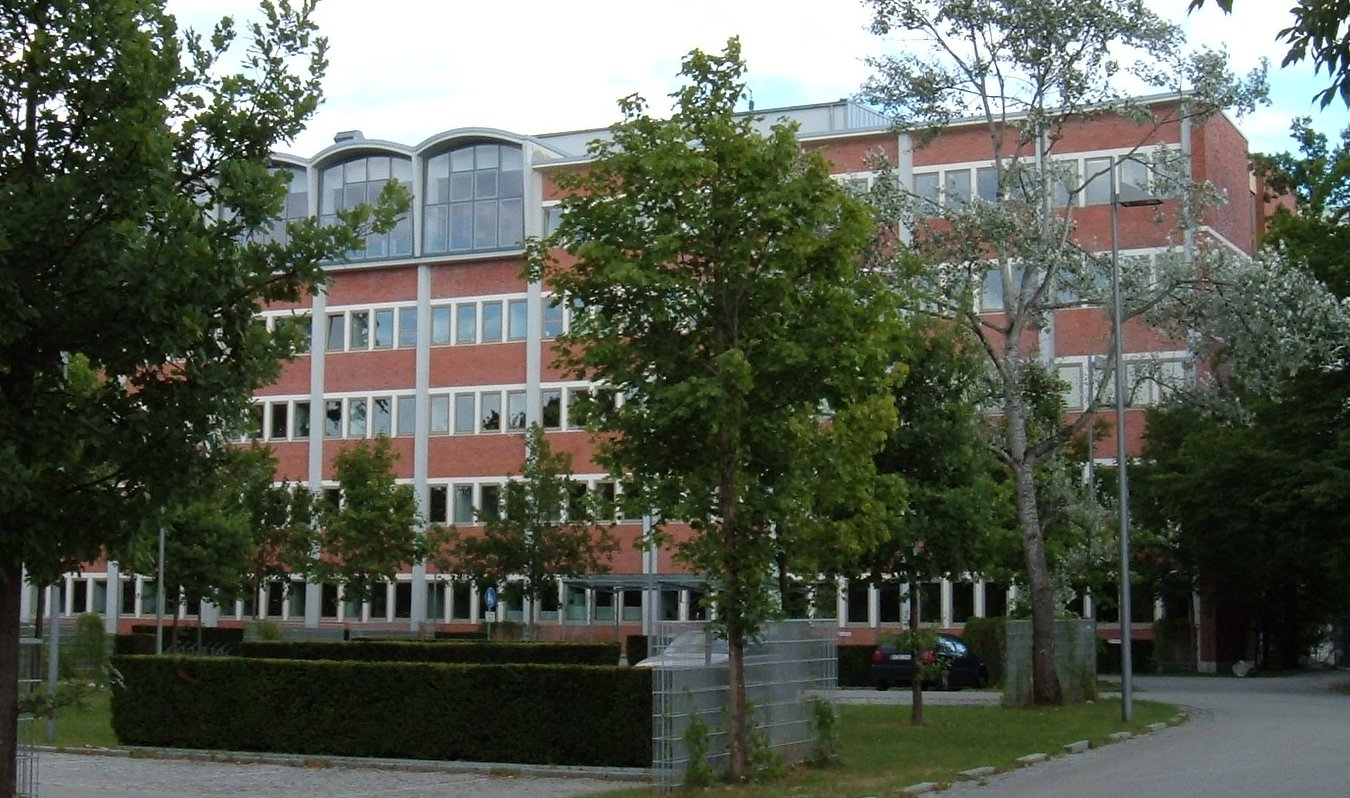
德國聯邦專利法院(BPatG)

德国联邦专利法院 (德语: Das Bundespatentgericht 简称: BPatG)是德国第二大联邦法院，设立于1961年7月1日，院址位于德国城市慕尼黑。 德国联邦专利法院旨在就涉及特定知识产权(包括专利和商标)的法律争端做出裁决。

## 外部連結
- 官方网站

48°05′30″N 11°36′05″E / 48.09167°N 11.60139°E